# Evergestis nolentis
Evergestis nolentis là một loài bướm đêm trong họ Crambidae.